# Грб Доминике
Грб Доминике је званични хералдички симбол карипске државе Доминика. Грб је прихваћен 1961, а као грб независне државе служи од 1978. године. 
Као и код осталих карипских држава које су биле колоније Велике Британије, грб има кацигу на којој је национални симбол, те штит којем је са сваке стране по једна животиња. У овом је случају национални симбол лав, а животиње су две папиге Амазона империјалис. Штит је подељен на четири дела, у којима су кокосова палма, жаба, типични карипски кану с једрима те стабло банане.
Под штитом је гесло Доминике на антилском креолском језику, „Après Bondie, C'est La Ter“ (Након Бога је Земља).